# 王永海
王永海（1940年6月—），男，河北武邑人，中华人民共和国政治人物。

## 生平
王永海是中国共产党党员。曾任中共中央办公厅秘书。1992年后，历任中央台办、国务院台办宣传局局长、联络局局长、主任助理。1996年到2000年任中共中央台办、国务院台办副主任。后任海峡两岸兰学协会顾问。2003年任第十届全国政协委员，界别为社会科学界，组别为第三十组社科，并任全国政协港澳台侨委员会副主任。